# Maas Bronkhuyzen
 (octobre 2018).
Si vous disposez d'ouvrages ou d'articles de référence ou si vous connaissez des sites web de qualité traitant du thème abordé ici, merci de compléter l'article en donnant les références utiles à sa vérifiabilité et en les liant à la section « Notes et références ».
Maas Bronkhuyzen, né le 26 février 2001 aux Pays-Bas, est un acteur néerlandais.

## Filmographie

### Cinéma
- 2011 : Dolfje Weerwolfje de Joram Lürsen : Timmie Vriends[2]
- 2012 : De groeten van Mike!de Maria Peters : Mike Vasilovski[3]
- 2013 : Graffiti Detective : Skater
- 2013 : Spijt! : Mike
- 2014 : Commando Maria : Casper
- 2014 : Oorlogsgeheimen de  Dennis Bots : Tuur[4]
- 2015 : De Boskampi's de Arne Toonen : Marco Jr.[5]
- 2017 : Anders : Alex

### Télévision
- 2010 : Bellicher : Kees Bellicher
- 2013 : De vloer op jr. : Diverse rôle
- 2014 : Vrolijke kerst : Jan Willem